# راگولی
راگولی (به ایتالیایی: Ragoli) یک منطقهٔ مسکونی در ایتالیا است که در ترنتینو واقع شده‌است. راگولی ۶۴٫۹ کیلومتر مربع مساحت و ۷۸۱ نفر جمعیت دارد.